# 木曽川うかい

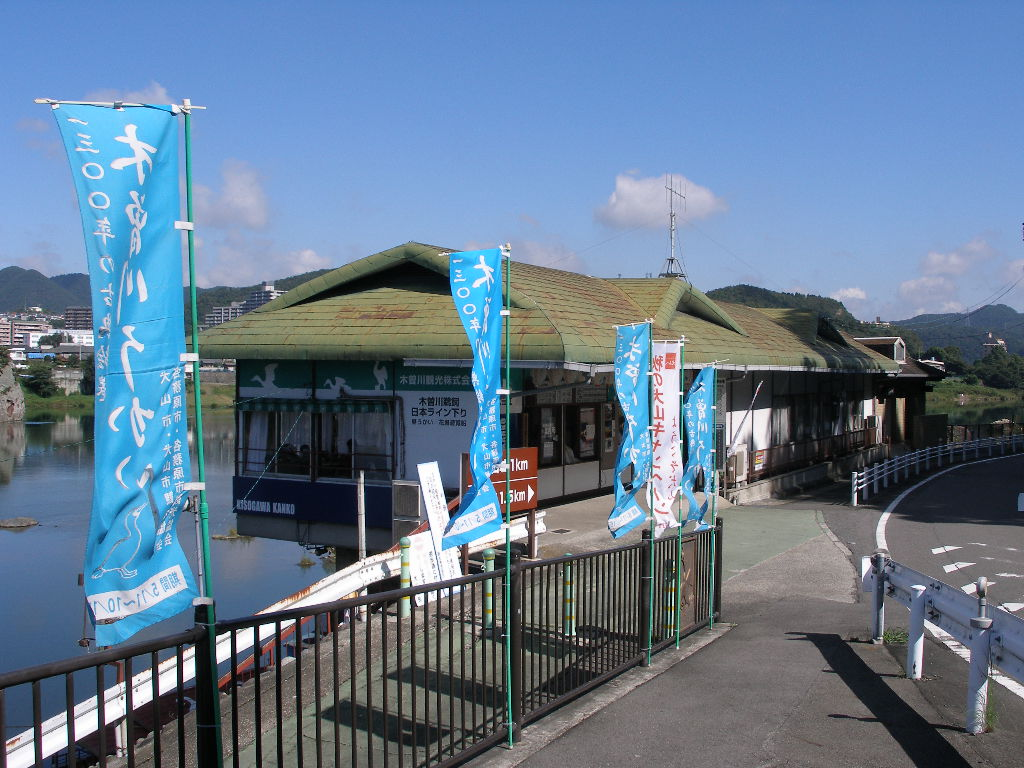
うかい乗船場
（木曽川観光株式会社の犬山橋営業所）

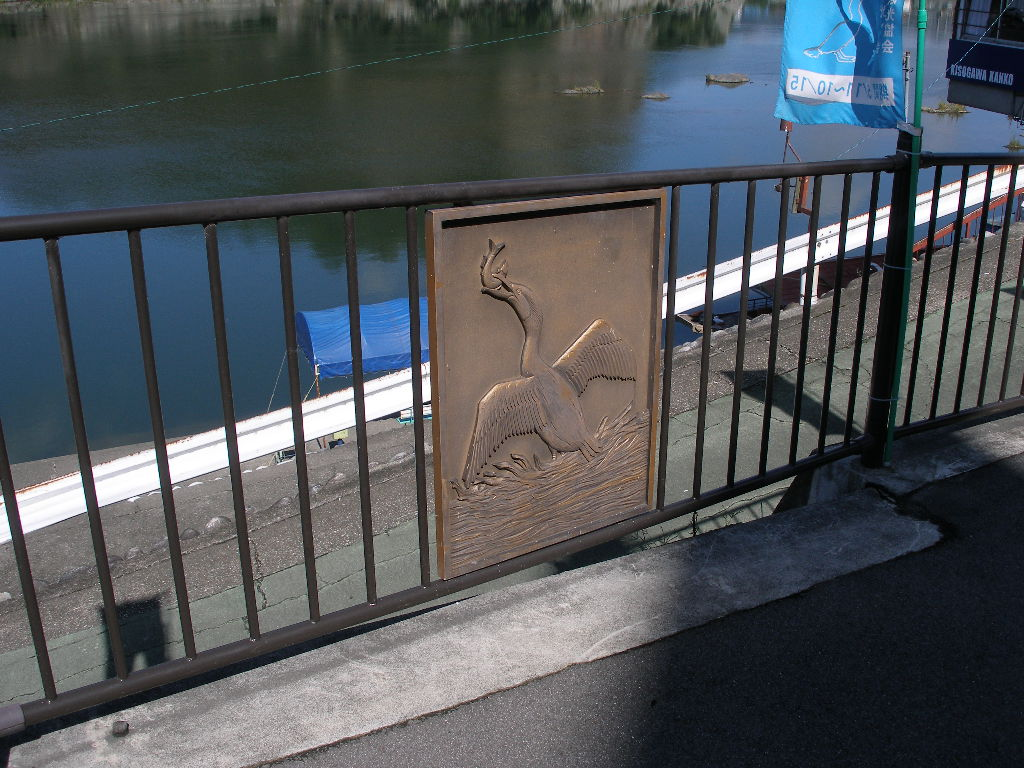
近隣の柵に取り付けられている鵜飼のプレート

木曽川うかい（きそがわうかい）とは、愛知県犬山市の木曽川で毎年6月1日から10月15日まで（8月10日を除く）行われる鵜飼である。

## 概要
木曽川鵜飼、犬山鵜飼ともいう。
増水、台風時以外のときは行われる。鵜飼は基本的に夜に行う漁法であるが、木曽川うかいは、夜の鵜飼の他に、昼間に行う鵜飼である「昼鵜飼」を唯一行なっている（毎週火・木・土曜日）。
1300年ほど前から行われており、起源は漁としての鵜飼だが、現在は古典漁法を今に伝える観光としての鵜飼である。日本ライン下りを行なっていた木曽川観光株式会社が運営する。
また、木曽川うかいの伝統漁法は、1985年（昭和60年）12月26日に、木曽川犬山鵜飼漁法として犬山市の指定文化財（無形民俗文化財）となっている。

## 歴史
『犬山市史』によると、犬山城3代城主成瀬正親が故郷の三河国から鵜匠を呼び寄せ、万治3年（1660年）に幕府の御料鵜飼として始めたことによる。鵜匠を住まわせた場所は現在も「鵜飼町」という地名で残されている。しかし、6代城主成瀬正典が隠居の際に仏教に帰依し、殺生を嫌って鵜匠を追放したことから、犬山の鵜飼は途絶えることとなった。
明治時代になると、犬山の鵜飼を復興する運動が始まり、鵜飼鎌次郎の尽力で鵜飼が再興された。鎌次郎は1910年（明治43年）に鵜飼遊船株式会社、1914年（大正3年）には犬山通船株式会社を創業して観光鵜飼の発展に尽力した。
2013年（平成25年）には、東海地方唯一の女性鵜匠として、稲山琴美がデビューした。

## 漁法
鵜匠（鵜飼漁をする人）の装束は風折烏帽子、漁服、胸あて、腰蓑という古式ゆかしいものである。
舟首に篝火を付けた鵜舟に鵜匠が乗り10羽の鵜を手縄をさばき、操り、篝火に集まってきたアユを鵜が次々に捕る。鵜匠と鵜は呼吸の合った動きを見せ、見事に鮎を捕らえてくる。鵜の捕った鮎は鵜匠のより吐き篭に吐かせられる。実際には、鵜の首の紐の巻き加減を調整し、小さいアユはウの胃に入る。鵜は海鵜を使っている。
昼間の鵜飼は、篝火をつけないで行う。アユが寄ってくる光が無いこともあり、アユを捕らえるのは難しい。

## 観光
この光景を、観光客は屋形船から眺める事が出来る。木曽川うかいの場合は、以下のように行なわれる。
注意：時間は5月～8月の標準。「鈎括弧」内は9・10月、（括弧）内は昼鵜飼の時間。
- 18:00「17:30」（11:30）　犬山橋右岸の乗船場より屋形船に乗船。船内で食事及び木曽川を遊覧。
- 19:00「18:30」（12:20）　一旦下船。トイレ休憩。
- 19:30「19:00」（12:40）　再乗船。鵜飼を見物。
- 20:15「19:45」（13:40）　終了。

## 船舶
有楽丸（うらくまる）
赤い屋根の座敷船（定員35人）だったが、2022年（令和4年）6月までに改修され、犬山城の瓦屋根に合わせた黒い屋根で椅子席を設けた観覧船（定員16人）になった。